# Reserva del parque nacional Náts'ihch'oh
La reserva del parque nacional Náts'ihch'oh (/ˈnætsiːtʃoʊ/ NATS-ee-choh) es una reserva de un parque nacional canadiense que abarca partes de la cuenca del río South Nahanni en los Territorios del Noroeste. El nombre significa 'se levanta como un puerco espín' en la lengua dene. La reserva del parque nacional salvagurada 4850 km² y protege la zona de asentamiento Sahtú de la cuenca superior del río Nahanni del Sur, adyacente a la reserva del parque nacional Nahanni. Ambas zonas se gestionarán por separado, de manera similar a como lo hacen los parques nacionales de Banff y Jasper, que también se encuentran uno al lado del otro. La cuenca del Nahanni del Sur es el hogar de varias especies en peligro de extinción, entre ellas el oso pardo y el caribú del bosque boreal. La zona también es conocida por sus alces, ovejas Dalli y por la población más septentrional de cabras de montaña del Canadá.

## Características
La reserva del parque nacional Nááts'ihch'oh está dentro de las montañas Mackenzie. El parque toma su nombre de Náts'įhch'oh (monte Wilson) en el extremo norte del parque. «Nááts'įhch'oh» es la descripción en lengua shúhtagot'ine de esa montaña y se refiere a su forma única, que es afilada y puntiaguda en la cima como una púa de puerco espín. La zona ha sido recorrida y valorada por la caza y su importancia cultural por los shúhtaot'ine (montaña Dene, un grupo de Sahtu) del distrito de Tulita. A la montaña de la que el parque toma su nombre se le atribuyen grandes poderes.
Los principales ríos que atraviesan la zona son el río Nahanni del Sur (Tehjeh Deé) y uno de sus afluentes, el río Broken Skull. Los aficionados al descenso de ríos pueden descender por el "jardín de rocas" del río Nahanni del Sur desde Nááts'įhch'oh Tué (estanques de los alces), o tomar el Broken Skull, que es menos técnico.
Los picos más altos del parque son el Nááts'įhch'oh (monte Wilson) con 2245 m y un pico sin nombre con 2456 m cerca del Nionep'ene Tué (lago Backbone, antes lago del Oso Grizzly).

## Creación del parque
El 7 de abril de 2008, el gobierno federal anunció la intención de crear una reserva del parque, cuyo establecimiento se haría siguiendo un plan de impacto y beneficios negociado entre el gobierno y los dene y métis Sahtu. El gobierno firmó un memorando de entendimiento con las «organizaciones Sahtú (corporaciones de tierras) establecidas en virtud del acuerdo de reivindicación de tierras que representan a los dene y métis del distrito de Tulita». El Gobierno aportó 500.000 dólares para ayudar a las corporaciones de tierras y ayudar a las comunidades aborígenes a elaborar un plan de impacto y beneficios. La zona se estaba industrializando con la creación de «carreteras, oleoductos y gasoductos, exploración de minerales, petróleo y gas natural y desarrollo de minas y pozos». El parque prohibirá la apertura de nuevas minas, pero se respetarán las explotaciones existentes. Originalmente, la tierra estaba destinada a ser utilizada para una ampliación de la reserva del parque nacional de Nahanni, pero los dene y métis de la región Sahtu presionaron para que se elaborara un plan que hiciera que sus tierras fueran diferentes de la de Nahanni, que es reclamada por los rene de la región de Dehcho.
El 26 de febrero de 2003 el gobierno canadiense anunció la dedicación de aproximadamente 7600 km² para el establecimiento del parque. El anuncio oficial fue hecho el 7 de abril de 2008 por el ministro federal de Medio Ambiente, John Baird, quien dijo: «con este acuerdo histórico anunciado hoy, una vez más estamos tomando medidas para proteger el Norte del Canadá para las generaciones futuras». Fue el quinto anuncio relacionado con la conservación hecho por el gobierno en un año.

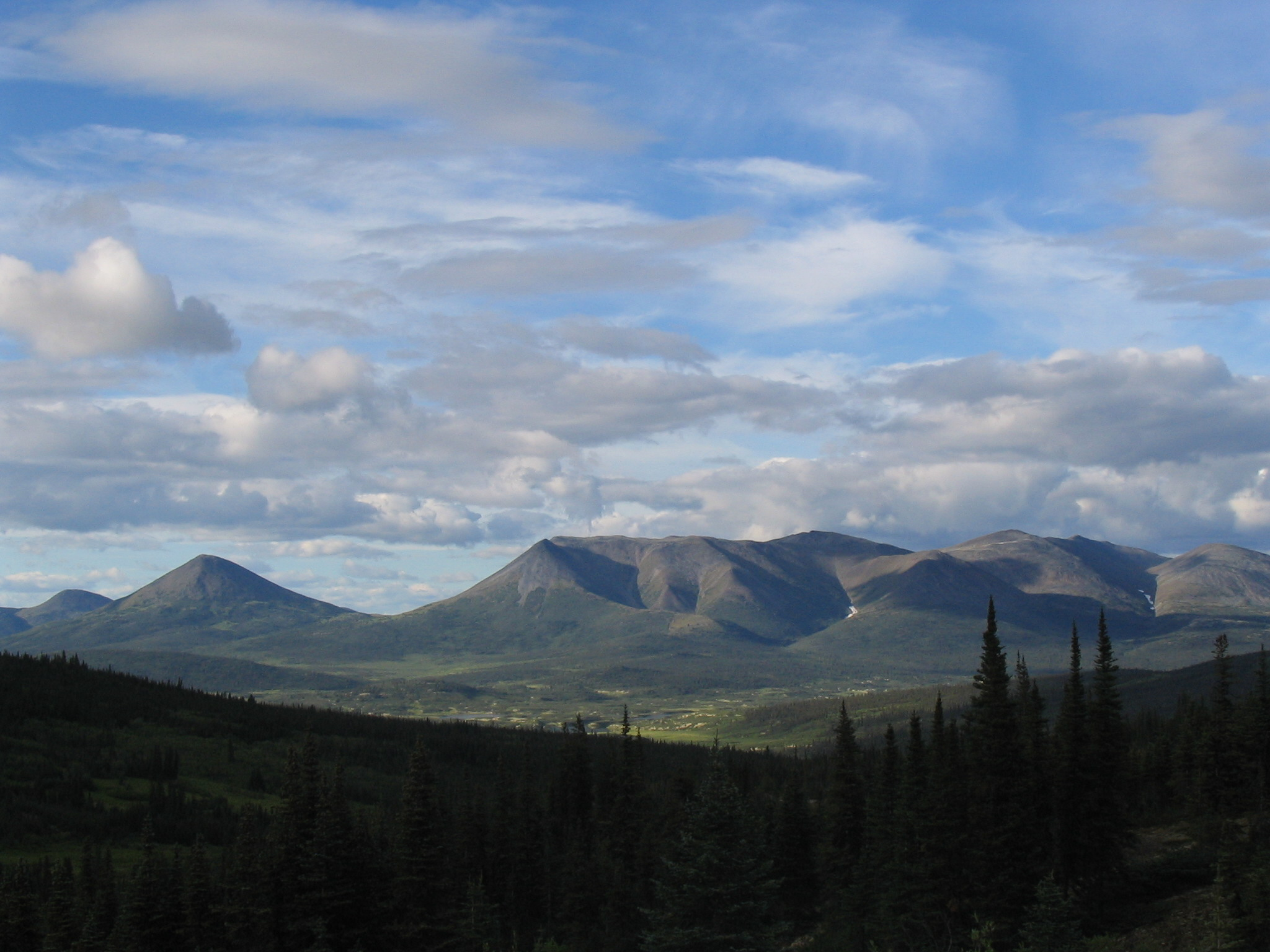
Tierras del parque cerca del paso de Howard

Tras el anuncio, se propusieron tres planes para fijar límites del parque. La región es conocida por su potencial minero, y las empresas mineras estaban preocupadas porque el parque limitara su acceso a esos minerales. El primer escenario habría hecho que el parque tuviera 6450 km², protegiendo el 94% de la cuenca superior del río Nahanni del Sur, el 95% del hábitat del oso pardo y el 81% del hábitat de verano del caribú del bosque, dejando el 20% del potencial minero global fuera de sus límites y potencialmente disponible para su desarrollo. El gobierno canadiense finalmente eligió la tercera opción para la delimitación del parque que dejaba el 70% del potencial mineral global fuera del parque y retiene el 70% del hábitat del oso pardo y el 44% de las zonas de parto de verano de la manada de caribúes del bosque dentro del límite del parque. Durante las negociaciones, se plantearon inquietudes acerca del impacto que la explotación minera de la región tendría en la cuenca del Nahanni del Sur. Los representantes de la industria minera, sin embargo, dijeron que «incluso la tercera opción limitaría el acceso a zonas con gran potencial de desarrollo. Pero de los tres planes era su opción preferida. Dijeron que la minería podría llevarse a cabo de manera ambientalmente sostenible y que aportaría beneficios económicos a los residentes locales».

En marzo de 2012, los representantes federales de los dene y los métis firmaron un plan de impacto y beneficios para la reserva del parque. En agosto, el primer ministro Stephen Harper visitó la zona y anunció los límites de la reserva y su establecimiento, que se realizó poco más de dos años después, el 18 de diciembre de 2014, tras la aprobación de la legislación en virtud de la Ley de parques nacionales. Náááts'ihch'oh se convirtió así en la octava Reserva de Parques Nacionales del sistema de parques nacionales. Los anuncios oficiales no daban ninguna indicación de cuándo la reserva - o su vecina, Nahanni - obtendrían el estatus de parque nacional completo.